# Az Amerikai Egyesült Államok nukleáris kísérleti robbantásainak listája
Hivatalos adatok szerint az Amerikai Egyesült Államok 1945–1992 között összesen 1054 nukleáris kísérleti robbantást hajtott végre; többségüket Nevadában (Nevada Test Site, NTS) és a Marshall-szigeteken (Pacifc Proving Grounds, PPG). További teszteket Alaszka, Colorado, Mississippi, Nevada és Új-Mexikó államokban, illetve a Csendes- és az Atlanti-óceán légterében végeztek.

## 1945–1958
| Év(ek), első és utolsó robbantás dátuma | Kísérletsorozat | Töltetek                           | Töltetek                                                         | Helyszín(ek) | Megjegyzés |
| Év(ek), első és utolsó robbantás dátuma | Kísérletsorozat | mennyisége                         | robbanási energiája                                              | Helyszín(ek) | Megjegyzés |
| --------------------------------------- | --------------- | ---------------------------------- | ---------------------------------------------------------------- | --- | --- |
| 1945 július 16.                         | Trinity         | 1                                  | 21 kt                                                            | Alamogordo, Új-Mexikó                                                                                                  | Az első nukleáris kísérleti robbantás. |
| 1946 június 30. július 24.              | Crossroads      | 2                                  | 42 kt                                                            | Pacifc Proving Grounds (PPG), Bikini-atoll                                                                             | A 2. töltet (Baker) volt az első víz alatti nukleáris robbantás. |
| 1948 április 14. május 14.              | Sandstone       | 3                                  | 104 kt                                                           | PPG, Enewetak-atoll | |
| 1951 január 27. február 6.              | Ranger          | 5                                  | 40 kt                                                            | Nevada Test Site (NTS)                                                                                                 | Az első kísérleti robbantás az NTS területén. |
| 1951 április 7. május 24.               | Greenhouse      | 4                                  | 398,5 kt                                                         | PPG, Enewetak-atoll | A 3. (Mike) és a 4. (Item) a termonukleáris bombák kifejlesztéséhez szükséges kísérleti robbantások voltak, utóbbi volt az első fúziós atombomba. |
| 1951 október 22. november 29.           | Buster-Jangle   | 7                                  | 71,9 kt + egy „0,1 kt-nál kisebb”                                | NTS | A 7. töltet (Uncle) volt az NTS területén végrehajtott első föld alatti robbantás. Desert Rock I, II és III katonai gyakorlatok. |
| 1952 április 1. június 5.               | Tumbler-Snapper | 8                                  | 104 kt                                                           | NTS | Desert Rock IV katonai gyakorlat. |
| 1952 október 31. november 15.           | Ivy             | 2                                  | 10,9 Mt                                                          | PPG, Enewetak-atoll | Az 1. töltet (Mike) volt az első hidrogénbomba és az addigi legnagyobb (10,4 Mt) kísérleti robbantás; a 2. töltet (King) volt a legnagyobb tisztán fúziós bomba (500 kt). |
| 1953 március 17. június 4.              | Upshot-Knothole | 11                                 | 252,4 kt                                                         | NTS | Az 1. töltet (Annie) felrobbantásánál a sajtó is jelen lehetett. A 10. töltet (Grable) volt az első, amelyet egy tüzérségi fegyverből (egy 280 mm-es ágyúból) lőttek ki. Desert Rock V katonai gyakorlat.                                                                                     |
| 1954 február 28. május 13.              | Castle          | 6                                  | 48,2 Mt                                                          | PPG, Bikini-atoll (5 teszt) és Enewetak-atoll (1 teszt)                                                                | A 15 megatonnás Castle Bravo volt a legnagyobb töltetű amerikai nukleáris kísérleti robbantás. |
| 1955 február 18. május 15.              | Teapot          | 14                                 | 167 kt                                                           | NTS | Desert Rock VI katonai gyakorlat. |
| 1955 május 14.                          | Wigwam          | 1                                  | 30 kt                                                            | Csendes-óceán, San Diegótól mintegy 800 km-re délnyugatra                                                              | A vízfelszín alatt kb. 600 méterrel végrehajtott robbantás, amelynek a tengeralattjárókra gyakorolt hatását vizsgálták. |
| 1955 november 1. 1956 január 18.        | Project 56      | 4                                  | egy „igen csekély” + két „zero yield” [+ egy töltet nélküli]     | NTS | A szerkezetek biztonságosságát ellenőrző kísérletek. |
| 1956 május 4. július 21.                | Redwing         | 17                                 | 20,82 Mt                                                         | PPG, Bikini-atoll (6 teszt) és Enewetak-atoll (11 teszt)                                                               | |
| 1957 április 24.                        | Project 57      | 1                                  | „zero yield”                                                     | Nellis Air Force Range, Nevada                                                                                         | Biztonsági teszt. |
| 1957 május 28. október 7.               | Plumbbob        | 29                                 | 341,74 kt + egy „2 kt körüli” + két „csekély” + két „zero yield” | NTS | E kísérletsorozatból került a legtöbb sugárzás az USA kontinentális területére. Desert Rock VII és VIII katonai gyakorlatok. A 15. (Smoky) töltet felrobbantása során a közelben gyakorlatozó katonák körében az 1970-es évek végére megnőtt a leukémiás megbetegedések száma.                |
| 1957 december 6. 1958 március 14.       | Project 58-58A  | 4                                  | 500 t + két „1 tonnánál kisebb” + egy „csekély”                  | NTS | Biztonsági tesztek. |
| 1958                                    | Chariot         | megszakítva, robbantás nem történt | megszakítva, robbantás nem történt                               | az alaszkai Ogotoruk patak szájánál, a Thompson-fok közelében, alig 50 km-re délkeletre Point Hope-tól                 | A Plowshare hadművelet részeként egy mesterséges öblöt hoztak volna létre termonukleáris robbantásokkal. A tervtől a helyi lakosok és a közvélemény tiltakozása miatt elálltak. |
| 1958 április 28. augusztus 18.          | Hardtack I      | 35                                 | 35,63 Mt + két „zero yield”                                      | PPG, Bikini-atoll (10 teszt) és Enewetak-atoll (23 teszt), a Johnston-atoll közelében a Csendes-óceán felett (2 teszt) | A Hardtack I hadműveleten belül a Newsreel hadművelet részeként első alkalommal helyeztek el tölteteket ballisztikus rakétákon. A két, egyenként 3,8 megatonnás W-39-es robbanófejet a V–2-ből kifejlesztett Redstone rakéták hordozták.                                                      |
| 1958 augusztus 27. szeptember 6.        | Argus           | 3                                  | három „1-2 kilotonnás”                                           | az Atlanti-óceán felett (kb. 480 km magasságban), Dél-Afrikától 1786 km-re délnyugatra                                 | A nagy magasságban végzett robbantások célja a Christofilos-hatás kísérleti igazolása és a jelenség hadviselésbeli felhasználhatóságának felmérése volt. Csak 1959-ben hozták nyilvánosságra, az egyetlen földfelszín feletti amerikai kísérleti robbantássorozat, amelyet titokban végeztek. |
| 1958 szeptember 12. október 30.         | Hardtack II     | 37                                 | 45,84 kt + egy „csekély” + négy „zero yield”                     | NTS | |

## 1959–1960
1959-60-ban nem végeztek kísérleti nukleáris robbantásokat az akkori atomhatalmak: az Amerikai Egyesült Államok, a Szovjetunió és az Egyesült Királyság önkéntes moratóriuma miatt. 1960. február 13-án Franciaország első kísérleti robbantása, a Gerboise bleue adott újabb lendületet a fegyverkezési versenynek.

## 1961–1963
| Év(ek), első és utolsó robbantás dátuma | Kísérletsorozat | Töltetek   | Töltetek                                                 | Helyszín(ek)                                                                                                  | Megjegyzés                                                      |
| Év(ek), első és utolsó robbantás dátuma | Kísérletsorozat | mennyisége | robbanási energiája                                      | Helyszín(ek)                                                                                                  | Megjegyzés                                                      |
| --------------------------------------- | --------------- | ---------- | -------------------------------------------------------- | --- | --------------------------------------------------------------- |
| 1961 szeptember 15. 1962 június 30.     | Nougat          | 45         | 209,4 kt + huszonhárom „alacsony”                        | NTS (44 teszt) Carlsbad, Új-Mexikó (1 teszt)                                                                  | Az első kizárólag föld alatti robbantásokból álló tesztsorozat. |
| 1962 július 7. július 17.               | Sunbeam         | 4          | 500 t + három „alacsony”                                 | NTS |                                                                 |
| 1962 július 9. november 4.              | Fishbowl        | 5          | 1,4 Mt + két „1 Mt alatti” + két „alacsony”              | PPG, Johnston-atoll                                                                                           |                                                                 |
| 1962 április 25. 1963 október 30.       | Dominic         | 31         | 32,63 Mt + egy „200 és 1000 kt közötti” + egy „alacsony” | PPG, a Johnston-atoll környéke (5 teszt) a Karácsony-sziget környéke (24 teszt) Közép-Csendes-óceán (2 teszt) |                                                                 |
| 1962 július 6. 1963 június 25.          | Storax          | 48         | 234,6 + két „közepes” + negyvenkét „alacsony”            | NTS |                                                                 |
| 1963 május 15. június 9.                | Roller Coaster  | 4          | 0                                                        | Nellis Air Force Range, Nevada                                                                                |                                                                 |

A nemzetközi atomcsendegyezmény 1963-as aláírása után az Amerikai Egyesült Államok kizárólag föld alatti kísérleti robbantásokat hajtott végre.

## 1964–1992
| Év(ek), első és utolsó robbantás dátuma | Kísérletsorozat | Töltetek   | Töltetek | Helyszín(ek)                                                                | Megjegyzés |
| Év(ek), első és utolsó robbantás dátuma | Kísérletsorozat | mennyisége | robbanási energiája | Helyszín(ek)                                                                | Megjegyzés |
| --------------------------------------- | --------------- | ---------- | --- | --------------------------------------------------------------------------- | --- |
| 1963 augusztus 12. 1964 június 30.      | Niblick         | 43         | 276,8 kt + három „20 és 200 kt közötti” + tizenkilenc „20 kt alatti” + két „közepes” + tizenöt „alacsony”                                                                    | NTS                                                                         | 41 teszt, 43 töltet (szimultán robbantások: 2 × 2). |
| 1964 július 16. 1965 június 17.         | Whetstone       | 51         | 90,97 kt + 0 + négy „20 és 200 kt közötti” + harminckét „20 kt alatti” | NTS (47 teszt) Hattiesburg, Mississippi (1 teszt)                           | 48 teszt, 51 töltet (szimultán robbantások: 3 × 2). |
| 1965 július 16. 1966 június 30.         | Flintlock       | 50         | 649,4 kt + kilenc „20 és 200 kt közötti” + egy „80 kt körüli” + harmincegy „20 kt alatti”                                                                                    | NTS (47 teszt) Amchitka, Alaszka (1 teszt)                                  | 48 teszt, 50 töltet (szimultán robbantások: 2 × 2). |
| 1966 július 28. 1967 június 29.         | Latchkey        | 38         | 1,41 Mt + három „20 és 200 kt közötti” + huszonhét „20 kt alatti” | NTS (37 teszt) Hattiesburg, Mississippi (1 teszt)                           | |
| 1967 július 14. 1968 június 28.         | Crosstie        | 57         | 1,35 Mt + egy „200 és 1000 kt közötti” + tizenkét „20 és 200 kt közötti” + harminchárom „20 kt alatti”                                                                       | NTS (46 teszt) Farmington, Új-Mexikó (1 teszt) Közép-Nevada (1 teszt)       | 48 teszt, 57 töltet (szimultán robbantások: 1 × 2, 2 × 5). |
| 1968 július 17. 1969 június 26.         | Bowline         | 58         | 1,19 Mt + tizenegy „20 és 200 kt közötti” + egy „100 kt alatti” + negyvenhárom „20 kt alatti”                                                                                | NTS                                                                         | 48 teszt, 58 töltet (szimultán robbantások: 5 × 2, 1 × 6). |
| 1969 július 16. 1970 június 26.         | Mandrel         | 78         | 330,8 kt + egy „1 Mt feletti” + egy „1 Mt körüli” + egy „1 Mt alatti” + egy „200 és 1000 kt közötti” + tizennyolc „20 és 200 kt közötti” + negyvennégy „20 kt alatti”        | NTS (51 teszt) Grand Valley, Colorado (1 teszt) Amchitka, Alaszka (1 teszt) | 53 teszt, 78 töltet (szimultán robbantások: 9 × 2, 5 × 3, 2 × 4). |
| 1970 október 13. 1971 június 29.        | Emery           | 24         | 230 kt + öt „20 és 200 kt közötti” + tizenhét „20 kt alatti” | NTS                                                                         | 16 teszt, 24 töltet (szimultán robbantások: 1 × 2, 2 × 3, 1 × 4). |
| 1971 július 1. 1972 június 28.          | Grommet         | 39         | 83 kt + egy „5 Mt alatti” + két „20 és 200 kt közötti” + harmincöt „20 kt alatti”                                                                                            | NTS (33 teszt) Amchitka, Alaszka (1 teszt)                                  | 34 teszt, 39 töltet (szimultán robbantások: 2 × 2, 1 × 4). |
| 1972 július 20. 1973 június 28.         | Toggle          | 35         | 204 kt + egy „20 és 1000 kt közötti” + öt „20 és 200 kt közötti” + huszonnégy „20 kt alatti”                                                                                 | NTS (27 teszt) Rifle, Colorado (1 teszt)                                    | 28 teszt, 35 töltet (szimultán robbantások: 3 × 2, 2 × 3). |
| 1973 október 2. 1974 június 19.         | Arbor           | 21         | két „20 és 200 kt közötti” + tizenkilenc „20 kt alatti” | NTS                                                                         | 19 teszt, 21 töltet (szimultán robbantások: 1 × 3). |
| 1974 július 10. 1975 június 26.         | Bedrock         | 29         | három „20 és 1000 kt közötti” + kilenc „20 és 200 kt közötti” + tizenhét „20 kt alatti”                                                                                      | NTS                                                                         | 27 teszt, 29 töltet (szimultán robbantások: 2 × 2). |
| 1975 szeptember 6. 1976 augusztus 26.   | Anvil           | 21         | egy „500 és 1000 kt közötti” + négy „200 és 1000 kt közötti” + négy „200 és 500 kt közötti” + három „20 és 200 kt közötti” + két „20 és 150 kt közötti” + hét „20 kt alatti” | NTS                                                                         | |
| 1976 október 6. 1977 szeptember 27.     | Fulcrum         | 24         | hét „20 és 150 kt közötti” + tizenhét „20 kt alatti” | NTS                                                                         | 21 teszt, 24 töltet (szimultán robbantások: 3 × 2). |
| 1977 október 26. 1978 szeptember 27.    | Cresset         | 24         | 0 + tíz „20 és 150 kt közötti” + tizenhárom „20 kt alatti” | NTS                                                                         | 23 teszt, 24 töltet (szimultán robbantások: 1 × 2). |
| 1978 november 2. 1979 szeptember 26.    | Quicksilver     | 18         | 150 kt + tíz „20 és 150 kt közötti” + hét „20 kt alatti” | NTS                                                                         | |
| 1979 november 29. 1980 szeptember 25.   | Tinderbox       | 15         | 1,07 kt + hat „20 és 150 kt közötti” + nyolc „20 kt alatti” | NTS                                                                         | |
| 1980 október 24. 1981 szeptember 24.    | Guardian        | 16         | három „20 és 150 kt közötti” + tizenhárom „20 kt alatti” | NTS                                                                         | |
| 1981 október 1. 1982 szeptember 29.     | Praetorian      | 22         | 277 kt + tizenegy „20 és 150 kt közötti” + kilenc „20 kt alatti” | NTS                                                                         | |
| 1982 november 12. 1983 szeptember 29.   | Phalanx         | 20         | 143 kt + két „20 és 150 kt közötti” + két „150 kt alatti” + tizenöt „20 kt alatti”                                                                                           | NTS                                                                         | 19 teszt, 20 töltet (szimultán robbantások: 1 × 2). |
| 1983 december 9. 1984 szeptember 13.    | Fusileer        | 17         | nyolc „20 és 150 kt közötti” + kilenc „20 kt alatti” | NTS                                                                         | |
| 1984 október 2. 1985 szeptember 27.     | Grenadier       | 17         | nyolc „20 és 150 kt közötti” + kilenc „20 kt alatti” | NTS                                                                         | |
| 1985 október 9. 1986 szeptember 30.     | Charioteer      | 18         | 148 kt + hét „20 és 150 kt közötti” + kilenc „20 kt alatti” | NTS                                                                         | 1986. április 10-én a Mighty Oak teszt során az aknában tűz ütött ki. A baleset utáni szellőztetés során a légkörbe került sugárzás mennyisége a 36 ezer curie-t is elérhette. |
| 1986 október 16. 1987 szeptember 24.    | Musketeer       | 17         | nyolc „20 és 150 kt közötti” + kilenc „20 kt alatti” | NTS                                                                         | 15 teszt, 17 töltet (szimultán robbantások: 1 × 3). |
| 1987 október 23. 1988 augusztus 30.     | Touchstone      | 15         | két „20 és 150 kt közötti” + nyolc „150 kt alatti” + öt „20 kt alatti” | NTS                                                                         | 14 teszt, 15 töltet (szimultán robbantások: 1 × 2). |
| 1988 október 13. 1989 szeptember 14.    | Cornerstone     | 17         | négy „20 és 150 kt közötti” + két „150 kt alatti” + tizenegy „20 kt alatti”                                                                                                  | NTS                                                                         | 12 teszt, 17 töltet (szimultán robbantások: 1 × 3, 3 × 2). |
| 1989 október 31. 1990 szeptember 27.    | Aqueduct        | 14         | négy „20 és 150 kt közötti” + tíz „20 kt alatti” | NTS                                                                         | 11 teszt, 14 töltet (szimultán robbantások: 3 × 2). |
| 1990 október 12. 1991 szeptember 19.    | Sculpin         | 10         | öt „20 és 150 kt közötti” + öt „20 kt alatti” | NTS                                                                         | 8 teszt, 10 töltet (szimultán robbantások: 1 × 3). |
| 1991 október 18. 1992 szeptember 23.    | Julin           | 10         | két „20 és 150 kt közötti” + nyolc „20 kt alatti” | NTS                                                                         | 8 teszt, 10 töltet (szimultán robbantások: 1 × 3). |

Az 1961-1973 közötti tesztsorozatok keretében végrehajtott robbantások közül 27 a Plowshare-program részét képezte. A Lawrence Livermore National Laboratory szakmai irányítása alatt álló program a nukleáris energia békés célú felhasználásának lehetőségeit mérte fel, különösen a robbantások alkalmazását csatornák, kikötők, gátak és hasonló, a táj nagyobb átalakításával járó létesítmények kivitelezése során. Az 1958-ban megszakított Chariot hadművelet – egy patak torkolatának öböllé mélyítése nukleáris robbantásokkal – már a Plowshare része lett volna.
1992 óta az Amerikai Egyesült Államok nem hajtott végre nukleáris kísérleti robbantásokat, csak ún. szubkritikus teszteket, amelyekben láncreakció nem indul el.